# Black Gives Way to Blue
Black Gives Way to Blue je čtvrté studiové album skupiny Alice in Chains, které vyšlo 25. září 2009. Jedná se o první album, na kterém vystupuje nový zpěvák William DuVall.

## Skladby
Všechny skladby napsal Jerry Cantrell, pokud není uvedeno jinak.
| Pořadí | Název                   | Autor                                    | Délka |
| ------ | ----------------------- | ---------------------------------------- | ----- |
| 1.     | All Secrets Known       |                                          | 4:42  |
| 2.     | Check My Brain          |                                          | 3:57  |
| 3.     | Last of My Kind         | Cantrell, William DuVall                 | 5:52  |
| 4.     | Your Decision           |                                          | 4:43  |
| 5.     | A Looking in View       | Cantrell, DuVall, Sean Kinney, Mike Inez | 7:06  |
| 6.     | When the Sun Rose Again |                                          | 4:00  |
| 7.     | Acid Bubble             |                                          | 6:55  |
| 8.     | Lesson Learned          |                                          | 4:16  |
| 9.     | Take Her Out            |                                          | 4:00  |
| 10.    | Private Hell            |                                          | 5:38  |
| 11.    | Black Gives Way to Blue |                                          | 3:03  |

## Sestava
- William DuVall – zpěv, rytmická kytara
- Jerry Cantrell – kytara, zpěv
- Mike Inez – baskytara, doprovodný zpěv
- Sean Kinney – bicí, perkuse